# Albert Wullenweber
Albert Wullenweber (* 21. April 1932 in Hamburg; † 5. Oktober 2011) war ein deutscher Fußballspieler. Der beidfüßig gleich stark schießende Angreifer brachte es bei den Rot-Weißen des Eimsbütteler TV zwischen 1950 und 1956 auf 129 Ligaspiele in der damals erstklassigen Fußball-Oberliga Nord und erzielte für das Team vom Lokstedter Steindamm 27 Tore. Nach dem Abstieg von Eimsbüttel folgten noch von 1956 bis 1958 weitere 36 Oberligaeinsätze mit acht Toren bei Altona 93.

## Laufbahn

### Jugend und Oberliga beim ETV, 1942 bis 1956
Mit 10 Jahren begann Wullenweber als Schüler mit dem Fußball im Verein. Er durchlief die gesamten Jugendstationen bei seinem Heimatverein in Eimsbüttel und galt schnell als Talent und Hoffnung für die Ligamannschaft. Dem Jugendfußball entwachsen sollte er in der Saison 1950/51 sein Debüt in der Oberliga Nord geben. Am 3. Dezember 1950, bei einem Auswärtsspiel gegen den Bremer SV (3:4), war es dann soweit. Auf Halblinks debütierte er im damals gebräuchlichen WM-System in der Oberliga Nord. In seiner ersten Oberligarunde war die Offensivhoffnung aus den eigenen Reihen aber lediglich Ergänzungsspieler und musste sich mit sieben Einsätzen begnügen. An Leistungsträger wie Karl-Heinz und Kurt Manja, Gerhard Ihns (17 Tore), Kurt Röwe, Günther Sell und Gerhard Eckhoff kam er noch nicht vorbei.
Das beste Rundenergebnis in der Oberliga erzielte er mit dem ETV in der Saison 1951/52 mit dem 4. Rang – punktgleich mit St. Pauli als Tabellendritter –, wobei er in seiner zweiten Oberligarunde jetzt schon unter dem neuen Trainer Paul Bornefeld auf 20 Ligaspiele gekommen war und drei Tore erzielt hatte. Endgültig in den engen Kreis der ETV-Leistungsträger spielte sich der kampf- und schussstarke Angreifer in der Saison 1952/53, als er alle 30 Rundenspiele absolvierte und acht Tore an der Seite von Rolf Rohrberg beim Erreichen des 10. Ranges erzielte. Danach landete der ETV unter Trainer Walter Risse 1954 und 1955 jeweils auf dem 8. Rang und Wullenweber hatte dabei in 51 Ligaspielen 12 Tore erzielt. Im April 1955 bewies Wullenweber in einer Vorschau, den er für eine Zeitung verfasste, mit drei von sechs richtigen Ergebnissen in einer Toto-Vorschau auch sein theoretisches Gespür für den Fußball.
In seiner sechsten Oberligasaison, 1955/56, steigt der Traditionsverein mit 17:43 Punkten aus der Oberliga ab; die Überalterung der langjährigen Leistungsträger war mit ein Grund dazu. Wullenweber erzielte vier Tore in 20 Einsätzen und gehörte auch dem ETV-Team an, welches erstmals am neunten Spieltag, den 30. Oktober 1955, mit einem 3:2 gegen Göttingen 05 ein doppelter Punktgewinn gelang und damit die Mannen von Trainer Heinz Werner 4:14 Punkte vorzuweisen hatten. Mit 9:21 Punkten beendete man die Hinrunde. Am 4. März 1956 verlor man das letzte Oberligaspiel gegen den Hamburger SV durch eine denkwürdige 2:9-Auswärtsniederlage. Wullenweber hatte dabei aber nicht auf dem Platz gestanden. Beim einzigen doppelten Punktgewinn der Runde in den Auswärtsspielen, einem 2:1 am 20. November 1955 beim VfL Wolfsburg, hatte er mit Kurt Manja und Alfons Heitmann das Innentrio gebildet. Nach dem Abstieg wechselte er mit Mannschaftskamerad Gerd Riedel zu Altona 93.

### Altona 93, 1956 bis 1958
Neben Altona-Torjäger Werner Erb (18 Tore) und Routinier Heinz Spundflasche (8 Tore) brachte es Wullenweber 1956/57 in 29 Einsätzen auf acht Tore und der AFC belegte mit 28:32 Punkten den 11. Rang. Herausragend waren dabei seine zwei Treffer zum 2:2 am 3. März 1957 gegen Nordserienmeister Hamburger SV. Mit der Heimbilanz von 21:9 hätte ein weitaus besserer Platz möglich sein können, aber die 7:23 Punkten in den Auswärtsspielen verhinderten dies. Mit sieben Einsätzen in der Serie 1957/58 beendete der Allrounder im Angriff seine Karriere in der Oberliga Nord und kehrte zur Saison 1958/59 wieder zu seinem Heimatverein Eimsbütteler TV zurück.

### Rückkehr nach Eimsbüttel
Auf Anhieb gewann er mit dem ETV 1958/59 die Meisterschaft in der Amateurliga Hamburg. In der Aufstiegsrunde zur Oberliga Nord scheiterte der Hamburger Meister aber klar gegen VfB Lübeck, VfB Oldenburg und den Blumenthaler SV. Mit der Hamburger Auswahl gewann er dafür aber unter Trainer Martin Wilke an der Seite von Mitspielern wie Jürgen Kurbjuhn, Rolf Winter, Uwe Witt, Günther Sell und Gert „Charly“ Dörfel mit einem 4:1 gegen die Vertretung von Hessen den DFB-Länderpokal.
Wullenweber blieb noch bis Mitte der 1960er Jahre für den ETV am Ball, bis er seine Karriere beim Groß Flottbecker SV beendete.

## Auszüge aus einem Interview im Jubiläumsjahr 2006
Albert Wullenweber erinnerte sich gerne an die Einweihung des alten Volksparkstadions 1953, als er vor 60.000 Zuschauern mit der Hamburger Auswahl gegen den englischen Proficlub Birmingham dabei war. Da hat er gegen den großen Billy Wright gespielt, das war eine Ehre für ihn; das Spiel endete 2:2.
Zu dem ETV-Tribünensportplatz fiel ihm ein: Als er 1950 in die Ligaelf aufrückte, gab‘s den Sportplatz schon wieder, aber der Rasen musste noch gemacht werden. Wir haben bei Sperber in Alsterdorf trainiert und bei Victoria unsere Heimspiele ausgetragen. Im Sommer 1951 ist unser Platz dann gegen den FC Basel (11. August) mit einem 2:0-Sieg eingeweiht worden. Man konnte eigentlich nie in der Halle trainieren, weil da immer gerade ein paar Turnerinnen drin waren.
Er hätte ein Angebot von Bayer Leverkusen nach einem Spiel in der Toto-Runde bekommen. Da habe er nur gesagt, aus Hamburg komme ich gar nicht raus, ich bin schließlich bei meinem Vater beschäftigt. Konkreter war ein Wechsel zu den „Rautenträgern“ des Hamburger SV: Ein Vierteljahr lang war er mal beim HSV. Bei ihm standen Trainer Georg Knöpfle und Präsident Carl-Heinz Mahlmann vor der Tür und wollten ihn haben – was aber nicht so richtig geklappt hat. Er sollte neben dem jungen Uwe Seeler mit in den HSV-Innensturm rein. Er hatte aber beim ETV einen Vorvertrag unterschrieben, und dann ging die ganze Sache vor das Sportgericht des Norddeutschen Fußball-Verbandes. Das Verhandlungsergebnis lautete, dass er erst nach einem Jahr Spielsperre beim HSV auflaufen dürfte und er wollte ja unbedingt spielen, so ging es für ihn wieder beim ETV weiter.
Auch verschiedene Reisen tauchten in seinen Erinnerungen auf, darunter Besuche in der DDR mit Spielen gegen Rotation Dresden, Motor Zwickau, Stahl Magdeburg, Turbine Halle und Wismut Aue. Mit dem ETV war er auch in Belgien und hat gegen den Daring Club gespielt und im Brüsseler „Hotel Albert“ übernachtet, woraus dann sein Spitzname „Prinz Albert“ im Mannschaftskreis herrührte. Der 4:3-Erfolg gegen den FC Bayern München nach 16-stündiger Omnibusfahrt an der Grünwalder Straße am 26. Mai 1951, wo es nach der Ankunft sogleich auf den Platz ging, war ihm auch eine Erwähnung wert.

## Weblink
- Spieler A–Z (Spundflasche), aufgesucht am 12. November 2021

| Personendaten    | Personendaten            |
| ---------------- | ------------------------ |
| NAME             | Wullenweber, Albert      |
| KURZBESCHREIBUNG | deutscher Fußballspieler |
| GEBURTSDATUM     | 21. April 1932           |
| GEBURTSORT       | Hamburg                  |
| STERBEDATUM      | 5. Oktober 2011          |